# El escándalo
El escándalo és una pel·lícula dramàtica espanyola, que juntament amb Raza i El destino se disculpa una de les pel·lícules més valorades per la crítica del director de cinema espanyol José Luis Sáenz de Heredia. Es basa en un text de Pedro Antonio de Alarcón s basa en un text de Pedro Antonio de Alarcón i va constituir un dels èxits de l'any 1943 en Espanya gràcies al suport del públic. Fou protagonitzada per Armando Calvo, Manuel Luna i Mercedes Vecino.

## Sinopsi
En la dècada del 1860 Fabián Conde, un senyoret acostumat a viure la vida sense plantejar-se el futur ni tenir en compte el mal moral que les seves accions puguin tenir en la societat que l'envolta, s'adona del terrible error de la seva existència i el seu buit espiritual.

## Repartiment
- Armando Calvo - Fabián Conde
- Manuel Luna - Diego
- Mercedes Vecino - Matilde
- Guillermo Marín - Lázaro
- Trini Montero - Gabriela
- Porfiria Sanchíz - Gregoria
- Juan Domenech - Gutiérrez
- Carlos Muñoz - Juan de Moncada
- Guillermina Grin - Beatriz de Haro
- Manuel París - Felipe Núñez
- Manuel Arbó - Don Jaime de la Guardia
- Joaquín Roa - Un caballero
- Concha Fernández - Leonor
- José Sáez de Tejada - Demetrio
- Juana Mansó - Francisca
- Ricardo Calvo - Padre Manrique
- José Luis Sáenz de Heredia - Croupier
- José Portes - Alcalde
- Manuel Requena

## Premis
Va obtenir el primer premi als Premis del Sindicat Nacional de l'Espectacle de 1944.